# Siliquaria maoria
Siliquaria maoria es una especie de molusco gasterópodo de la familia Siliquariidae.

## Distribución geográfica
Se encuentra  en Nueva Zelanda.